# International Basketball Association
La International Basketball Association (IBA) fue una liga de baloncesto profesional en Estados Unidos y Canadá, fundada por el emprendedor de Alexandria (Minnesota) Thomas Anderson en 1995. Su primera temporada la disputaron 5 equipos, aunque llegaron a ser 10 en 1999 y 2001. Tras su desaparición, varios equipos de la liga se unieron a otros tantos de la CBA, reorganizando esta última competición.

## Equipos miembros
| Equipo                   | Ciudad                     | Años                  |
| Billings RimRockers      | Billings, Montana          | 1998–1999 - 2000-2001 |
| Black Hills Gold         | Rapid City, Dakota del Sur | 1999–2000             |
| Black Hills Posse        | Rapid City, Dakota del Sur | 1995–1996 - 1997-1998 |
| Dakota Wizards           | Bismarck, Dakota del Norte | 1995–1996 - 2000-2001 |
| Des Moines Dragons       | Des Moines, Iowa           | 1997-1998 - 2000-2001 |
| Fargo-Moorhead Beez      | Fargo, North Dakota        | 1995–1996 - 2000-2001 |
| Mansfield Hawks          | Mansfield, Ohio            | 1998–1999             |
| Magic City Snowbears     | Minot, Dakota del Norte    | 1996-1997 - 2000-2001 |
| Rapid City Thrillers     | Rapid City, Dakota del Sur | 1998–1999             |
| Rochester Skeeters       | Rochester, Minnesota       | 1998–1999 - 1999-2000 |
| St. Cloud Rock'n Rollers | St. Cloud, Minnesota       | 1995–1996             |
| St. Paul Slam!           | St. Paul, Minnesota        | 1996-1997 - 1997-1998 |
| Salina Rattlers          | Salina, Kansas             | 2000–2001             |
| Saskatchewan Hawks       | Saskatoon, Saskatchewan    | 1999–2000 - 2000-2001 |
| Siouxland Bombers        | Sioux City, Iowa           | 1999–2000 - 2000-2001 |
| South Dakota Gold        | Mitchell, Dakota del Sur   | 2000–2001             |
| Winnipeg Cyclone         | Winnipeg, Manitoba         | 1995–1996 - 2000-2001 |
| Wisconsin Blast          | Appleton, Wisconsin        | 1997-1998 - 1998-1999 |
| Youngstown Hawks         | Youngstown, Ohio           | 1999–2000             |

## Palmarés
| Año     | Campeón             | MVP                                                           | Entrenador del Año                                                 |
| 1995-96 | Fargo-Moorhead Beez | Isaac Burton, Black Hills Posse                               | Duane Ticknor (Black Hills Posse)                                  |
| 1996-97 | Black Hills Posse   | Dennis Edwards, Black Hills Posse                             | Duane Ticknor (Black Hills Posse)                                  |
| 1997-98 | Fargo-Moorhead Beez | Andrell Hoard, Winnipeg Cyclone y Mike Lloyd, Mansfield Hawks | Duane Ticknor (Black Hills Posse)                                  |
| 1998-99 | Mansfield Hawks     | Andrell Hoard, Winnipeg Cyclone y Mike Lloyd, Mansfield Hawks | Darryl Dawkins (Winnipeg Cyclone) y Kevin Mackey (Mansfield Hawks) |
| 1999-00 | Des Moines Dragons  | Brian Green, Dakota Wizards                                   | Duane Tickor (Dakota Wizards)                                      |
| 2000-01 | Dakota Wizards      | Lonnie Cooper, Des Moines Dragons                             | Dave Joerger (Dakota Wizards) y Mike Born (Des Moines Dragons)     |

## Jugadores destacados
- Chris Andersen
- Damon Jones
- Garth Joseph
- Anthony Taylor
- Ira Newble